# Крушение на перегоне Ерал — Симская
Крушение поездов на перегоне Ерал — Си́мская произошло на участке Кропачёво — Иглино Куйбышевской железной дороги 11 августа 2011 года в Ашинском районе Челябинской области (близ границы с Башкортостаном). Грузовой поезд № 2707 из-за отказа тормозов разогнался на крутом уклоне до скорости 136 км/ч и, догнав впереди идущий грузовой поезд № 1933, столкнулся с его хвостом. В результате столкновения у поезда № 2707 сошли с рельсов два электровоза и 66 из 67 вагонов, погибли оба члена локомотивной бригады поезда, у поезда № 1933 сошли с рельсов 3 последних вагона.

## Хронология событий

### Предшествующие обстоятельства
Состав, сформированный на станции Кильчуг Красноярской железной дороги, состоял из 67 полувагонов, полностью загруженных углём. Поезду был присвоен № 2961, его вели электровозы ВЛ10-336 и ВЛ10у-184, работающие по системе многих единиц; вес поезда составлял 6000 тонн при длине свыше 1000 метров. Локомотивная бригада депо Златоуст состояла из машиниста Д. А. Колтырева и помощника машиниста О. В. Устюжанина. Станция назначения — Вослебово Московской железной дороги.
В 14:34 поезд № 2961 следовал через станцию Мурсалимкино и в районе стрелочного перевода № 29 столкнулся с крупным рогатым скотом (коровой, по другим данным быком), пересекавшим пути, в результате чего на головном локомотиве ВЛ10-336 был повреждён концевой кран тормозной магистрали. После столкновения поезд остановился в Мурсалимкино, и машинист Колтырев заменил повреждённый кран на запасной из технической аптечки ведомого локомотива. После этого было проведено сокращённое опробование тормозов, и в 14:58 поезд отправили со станции.
В 16:10 поезд № 2961 прибыл на 16-й путь станции Кропачёво, где была запланирована смена локомотивных бригад. Осмотрщики вагонов ПТО ст. Кропачёво эксплуатационного вагонного депо Челябинск, в нарушение инструкции, прибывший поезд не встречали. Колтырев подал дежурному по станции заявку о необходимости ремонта повреждённого крана без отцепки локомотива от состава, так как установленный им кран был без тормозного рукава. Передающая поезд локомотивная бригада должна была дождаться окончания ремонта концевого крана. Во избежание истощения тормозной магистрали машинист Колтырев перед ремонтом перекрыл краны на тормозной магистрали между локомотивами, а также перевёл тормозные приборы (кран машиниста и рукоятку блокировочного устройства № 367) электровоза ВЛ10У-184 в «поездное положение», переключив таким образом управление автотормозами поезда на второй (ведомый) локомотив. После этого слесари по ремонту подвижного состава В. Е. Дунаев и П. А. Леонов ПТОЛ станции Кропачёво ремонтного локомотивного депо Таганай в присутствии машиниста-инструктора депо Златоуст С. В. Фасхутдинова в течение 15 минут заменили концевой кран электровоза ВЛ10-336. По завершении ремонта члены сдававшей поезд локомотивной бригады не открыли краны на тормозной магистрали между локомотивами и не привели кран машиниста в положение Vl, а рукоятку блокировочного устройства № 367 в положение «двойная тяга».
Вести состав далее должна была локомотивная бригада из депо Уфа, состоявшая из машиниста Д. В. Шумихина и его помощника М. К. Журавлёва. Поезд был перенумерован в № 2707. При передаче поезда передающая бригада не уведомила принимающую о том, что краны на тормозной магистрали между электровозами перекрыты, а органы управления автотормозами ведомого локомотива находятся в «поездном положении». Машинист-инструктор Фасхутдинов после ремонта концевого крана сфотографировал его и ушёл в депо, не убедившись в том, что тормозные магистрали локомотивов соединены, а все органы управления локомотивами возвращены в соответствующие положения.
В 16:34 сотрудники ПТО станции Кропачёво эксплуатационного вагонного депо Челябинск: старший осмотрщик вагонов В. А. Кирсанов и осмотрщик вагонов И. В. Никитин произвели сокращённое опробование тормозов поезда № 2707. Кирсанов при этом находился в кабине головного локомотива, а Никитин — у хвоста состава. Оба не знали, что на головном электровозе проводился ремонт концевого крана. В нарушение инструкции, проверка срабатывания автотормозов поезда на торможение двух хвостовых вагонов проведена не была, опробование было произведено формально. По инструкции, получая от передающей бригады поезд, принимающая локомотивная бригада должна была проверить положение ручек кранов в рабочей и нерабочей кабинах обоих локомотивов, однако этого до отправления поезда сделано так и не было.

### Крушение
В 16:44 машинисту Шумихину была выдана справка об опробовании тормозов, и в 16:47 поезд № 2707 отправился со станции Кропачёво в сторону станции Ерал. Осмотрщики вагонов ПТО станции Кропачёво эксплуатационного вагонного депо Челябинск, несмотря на требование инструкции по техническому обслуживанию вагонов в эксплуатации, поезд № 2707 не провожали.
Выведя поезд со станции Кропачёво, машинист Шумихин на перегоне возле 1779 км пк 5 при скорости 65 км/ч произвёл проверку действия автотормозов в пути следования. Из-за перекрытых концевых кранов между электровозами и из-за того, что на ведомом локомотиве кран машиниста и рукоятка блокировочного устройства № 367 находились в поездном положении, тормозной эффект достигнут не был. Согласно требованию п. 10.1.2 Инструкции № ЦТ-ЦВ-277 машинист, не получив тормозного эффекта, должен был немедленно применить экстренное торможение и принять все меры к остановке поезда; однако вместо этого машинист Шумихин через 23 секунды применил вторую ступень торможения, ещё более снизив давление в тормозной магистрали. Лишь во второй раз не получив тормозного эффекта, машинист применил экстренное торможение на уклоне 7,5 ‰ при скорости 73 км/ч, разрядив тормозную магистраль до нуля, но не добившись остановки поезда.
Продолжая разгоняться под уклон, неуправляемый поезд № 2707 в 17:02 проследовал станцию Ерал и выехал на перегон Ерал — Симская. Скорость его к моменту прохода выходного светофора станции Ерал в 17:02:58 достигла 136 км/ч. Проследовав станцию Ерал, поезд № 2707 быстро приблизился к следующему впереди него по тому же пути грузовому поезду № 1933 весом 6290 тонн в составе 69 вагонов и электровозов ВЛ10К № 1139 и № 167 под управлением машиниста локомотивного депо Уфа Максимова. В 17:03:23 поезд № 2707 на скорости 136 км/ч столкнулся с хвостовой частью грузового поезда № 1933.
Перед столкновением машинист Д. В. Шумихин и его помощник М. К. Журавлёв попытались покинуть электровоз, но из-за большой скорости движения получили смертельные травмы. Материальный ущерб был существенный: до степени исключения из инвентаря были разбиты локомотивы ВЛ10−336, ВЛ10у−184 и 69 грузовых вагонов с полной утратой груза; было повреждено 220 метров верхнего строения пути, сбиты 7 опор проводов цепной контактной подвески. Полный перерыв в движении поездов на линии составил 24 часа 3 минуты.

## Последующие события
В техзаключении комиссии ОАО «РЖД», подписанном через два дня после катастрофы, виновным в происшествии подразделением компании было определено депо Уфа Куйбышевской дирекции тяги, работниками которого были Шумихин и Журавлёв.
После катастрофы на перегоне Ерал — Симская руководством ОАО «РЖД» было принято решение не производить смену локомотивных бригад на станции Кропачёво.
Для предотвращения в будущем аналогичных чрезвычайных происшествий специалистами Проектно-конструкторского бюро локомотивного хозяйства ОАО «РЖД» совместно с ПАО «Электромеханика» для грузовых поездов была разработана система индикации плотности тормозной магистрали СИПТМ-395, которая непрерывно контролирует плотность тормозной магистрали поезда и информирует машиниста в случае её изменения. Испытания СИПТМ-395 прошли в 2015—2017 годах на локомотиве ВЛ10у−790 депо Рыбное, курсировавшем на участке Рыбное — Воскресенск Московской железной дороги. В новых технических требованиях ОАО «РЖД» на перспективный тяговый подвижной состав указано обязательное наличие на локомотиве электронной системы замера плотности тормозной магистрали.

## Аналогичные происшествия
- Крушение на станции Каменская
- Крушение в Сан-Бернардино
- Крушение на Лионском вокзале

## Видео
- ЧП под Ашой: сход с рельсов 69 грузовых вагонов на YouTube
- Крушение поезда 2707 (документальный фильм) на YouTube